# كنيسة سمعان القانوي (شيراز)
كنيسة سمعان القانوني (بالفارسية: کلیسای شمعون غیور) هي كنيسة أرمنية رسوليّة تاريخية تعود إلى عصر الدولة البهلوية، وتقع في شيراز.